# Surguja (stato)
Lo Stato di Surguja fu uno stato principesco del subcontinente indiano, avente per capitale la città di Surguja.

## Storia
Secondo la tradizione locale, la famiglia dei principi dello stato di Surguja aveva origini molto antiche e risaliva a Raksel, raja di Palamau. Lo stato divenne un protettorato britannico nel 1818 dopo la terza guerra anglo-maratha. Il vicino stato di Udaipur venne fondato nel 1818 come feudo dello stato di Surguja. Nel 1860 lo stato venne conferito dal figlio minore del maharaja Amar Singh Deo, al raja bahadur Bindeshwari Prasad Singh Deo. La residenza principesca era posta a Partabpur, mentre il governo si trovava a Surguja. Nel 1871 il principe aiutò la soppressione della ribellione dello stato di Keonjhar, motivo per il quale ricevette i ringraziamenti del governo britannico in India ed ottenne in dono un elefante con le zanne dorate, oltre ad un orologio d'oro da taschino. Ottenne anche il titolo di raja bahadur come distinzione personale e divenne compagno dell'Ordine della Stella d'India. Nel 1820 il titolo ereditario di maharaja venne concesso come ereditario ai sovrani di Surguja.
Il maharaja Indrajit Singh Deo (1827–1879) di Surguja venne descritto come lunatico e pazzo dallo scrittore anglo-indiano George Robert Aberigh-Mackay nel 1877.
Il maharaja Ramanuj Saran Singh Deo, ultimo regnante dello stato, firmò l'ingresso nell'Unione Indiana il 1º gennaio 1948.

## Governanti
I governanti avevano il titolo di Maharaja.

### Raja
- 1678 – 1709 Baiha Dadu Singh Deo
- 1709 – 1728 Balbhadra Singh I Deo
- 1728 – 1749 Jaswat Singh Deo
- 1749 – 1758 Bahadur Sigh Deo
- 1760 – 17.. Sheo Singh Deo
- 1792 – 1799 Ajit Singh Deo
- 1799 – 1800 Balbhadra Singh II Deo (1ª volta)
- 1800 – 1813 Lal Singram Singh Deo
- 1813 – 1816 Balbhadra Singh II Deo (2ª volta)
- 1816 – 1820 interregnum
- 1820 – 1851 Lal Amar Singh Deo (dal 1820 maharaja ereditario)
- 1851 – 25 marzo 1879 Indrajit Singh Deo                 (n. 1827 – m. 1879)
- 25 marzo 1879 – 31 dicembre 1917 Raghunath Saran Singh Deo          (n. 1860 – m. 1917) (dal 1896 Maharaja Bahadur)
- 31 dicembre 1917 – 1918 Ramanuj Saran Singh Deo            (n. 1895 – m. 1965)